# M26 (реактивный снаряд)
M26 — неуправляемый реактивный снаряд калибра 227 мм с кассетной головной частью. Применяется в реактивных системах залпового огня M270 MLRS и M142 HIMARS. Разработчик и производитель — Lockheed Martin.

## Общая информация
Реактивный снаряд М26 предназначен для поражения открыто расположенной живой силы и военной техники, а также легкобронированных боевых машин.
М26 является первым основным неуправляемым реактивным снарядом в составе РСЗО М270. Состоит из головной и ракетной частей. Кассетная головная часть содержит 644 кумулятивно-осколочных боевых элементов М77, упакованных в гнёзда цилиндрических полиуретановых блоков внутри тонкостенного алюминиевого корпуса. Головной взрыватель М445 электронно-механический, замедленного действия. Время подрыва программируется непосредственно перед пуском системой управления огнём РСЗО с расчётом, чтобы срабатывание произошло на конечном участке траектории полёта снаряда. Взрыватель снабжён механизмом, предотвращающим подрыв на начальной стадии полёта снаряда и в случае, если по каким-либо причинам пуск ракеты не произошел. После срабатывания головного взрывателя корпус головной части сбрасывается и подрывом разрывного сердечника, проходящего вдоль всей головной части по её центральной оси, разбрасываются боевые элементы. При залпе одной пусковой установки над районом цели рассеиваются 7728 элементов на площади примерно 25 000 м².
Детонация боевого элемента М77 происходит при контакте с преградой. Поражение техники обеспечивается за счет кумулятивной струи с встроенным элементом жёсткости. По данным производителя бронепробитие составляет до 100 мм. За счёт осколков, получаемых от дробления стального корпуса, обеспечивается поражение живой силы в радиусе 4 метров. Процент отказов взрывателя элемента — около 4 %.
Вследствие большой площади поражения и большого рассеяния снарядов и их суббоеприпасов, в том числе и из-за чувствительности их к влиянию ветра, не рекомендуется применять реактивные снаряды М26 по целям, расположенным ближе чем 2 км к дружественным силам.
В качестве пакета направляющих для запуска используются стандартные одноразовые транспортно-пусковые контейнеры (ТПК). В контейнере содержатся шесть снарядов. ТПК снаряжаются реактивными снарядами и герметизируются на заводе-изготовителе. Снаряды могут храниться в таких контейнерах в боеготовом состоянии в течение 10 лет.
Транспортно-пусковые контейнеры имеют вес 2270 кг и представляют собой шесть труб из стекловолокна, жёстко соединённых обоймой из алюминиевого сплава. Внутри направляющих имеются спиральные металлические полозья для придания снаряду при выстреле вращения против часовой стрелки с частотой 10-12 об/мин. Пуск снарядов осуществляется непосредственно из сменных контейнеров. После стрельбы отстрелянные ТПК заменяются снаряжёнными.

## Технические характеристики
| Калибр, мм                                                          | 227                   |
| Длина, мм                                                           | 3937                  |
| Дальность полета, км                                                | 32                    |
| Вес, кг: — общий — стартовый — головной части — ракетного двигателя | 306 307 154 около 148 |
| Тип головной части                                                  | кассетная             |
| Количество суббоеприпасов М77                                       | 644                   |
| Высота вскрытия головной части, м                                   | около 762             |
| Диаметр суббоеприпаса, мм                                           | 38                    |
| Высота суббоеприпаса, мм                                            | 81                    |
| Бронепробитие кумулятивной струей, мм                               | до 102                |
| Площадь поражения: — залпом боевой машины, м2 — головной частью, м  | 25000 200х100         |
| Длина ракетного двигателя, мм                                       | 1977                  |
| Период хранения, лет                                                | 10                    |

## Применение
Снаряд М26 был впервые применён в боевых условиях в 1991 году во время операции «Буря в пустыне». В качестве его недостатков системы участники боев отметили относительную небольшую дальность стрельбы и также, что суббоеприпасы М77 оказались практически неэффективными против бронированных целей.
Снаряд М26 был принят на вооружение армий 14 стран мира.
В настоящее время снаряд снят с производства.

## Модификации
Существуют две модификации реактивного снаряда М26: М26А1 и М26А2.
Программа производства реактивных снарядов с увеличенной дальностью полета, получившая обозначение ER-MLRS (англ: Extended Range MLRS Rocket), была начата в 1996 г. Модифицированный снаряд получил обозначение М26A1
Для увеличения дальности полёта его ракетный двигатель был удлинён до 2251 мм, вследствие чего из-за неизменности габаритных размеров снаряда пришлось сократить число суббоеприпасов с 644 до 518. Также снаряд получил новый предохранительно-исполнительный механизм и систему вскрытия головной части, модифицированный центральный ускоритель, призванный увеличить точность попадания, новый взрыватель головной части M451. Специально для ER-MLRS был разработан новый кумулятивно-осколочный суббоеприпас M85 повышенной надежности (заявленный производителем процент отказов составляет менее 1 %). M85 по конструкции в общем аналогичен М77, изменения заключаются в удалении из конструкции суббоеприпаса бойка, и применения вместо него интегрированной микросхемы, обеспечивающей выбранное замедление для последующей самоликвидации и противопомехового датчика для обеспечения изменения установки и нейтрализации.
Поскольку разработка суббоеприпасов М85 затянулась, с 1996 по 1999 год выпускались реактивные снаряды ER-MLRS со старыми суббоеприпасами М77. Эти снаряды получили обозначение M26A2.